# Merlin (gioco)

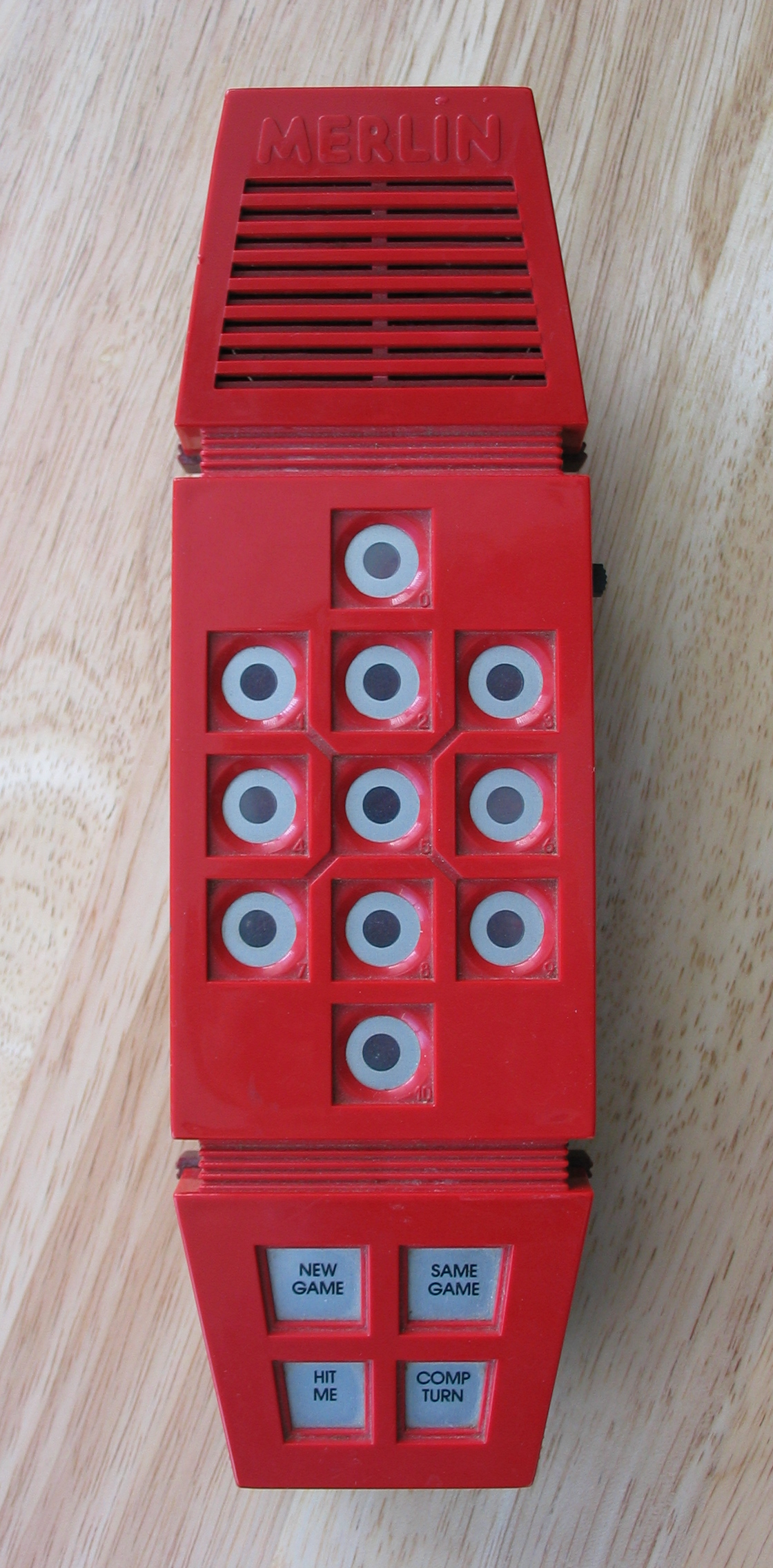
Merlin

Il Merlin (conosciuto anche come Merlin, the Electronic Wizard) è un gioco elettronico
portatile presentato dalla Parker Brothers nel 1978.
Considerato come uno dei primi e più popolari videogiochi portatili è stato venduto in più di 5 milioni di esemplari rimanendo popolare in tutti gli anni '80.
Una versione del gioco è stata recentemente ripubblicata dalla milton Bradley Company.
Il Merlin fu creato da Bob Doyle un inventore laureatosi presso l'Università di Harvard che aveva già collaborato con la NASA. Il dispositivo aveva una forma rettangolare. Era lungo circa 20 centimetri e largo circa 8. L'area di gioco era una matrice di 11 pulsanti ciascuno dei quali dotato di un LED rosso.